# Брезницький потік (округ Собранці)
Брезницький потік (словац. Breznický potok) — річка; права притока каналу Вельке Ревіштья-Бежовце, протікає  в окрузі  Собранці.
Довжина приблизно 11,0—12,0 км. Витік знаходиться в масиві Вигорлат — на висоті приблизно 480 метрів.
Протікає територією сіл Конюш; Войнатіна і Тібава.. Впадає у канал Вельке Ревіштья-Бежовце на висоті приблизно 108-110 метрів.